# Académie des ingénieurs de l'Armée de l'air Joukovski

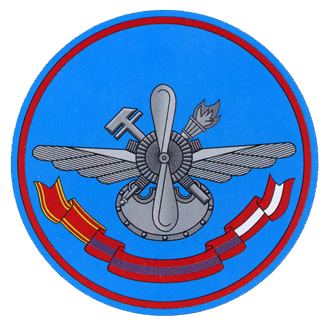
Emblème de l'académie.

L'Académie des ingénieurs de l'Armée de l'air Joukovski (en russe : Военно-воздушная инженерная академия имени профессора Н. Е. Жуковского) est un établissement d'enseignement supérieur militaire pour la formation des ingénieurs de l'armée de l'air soviétique puis russe.
Fondée le 23 novembre 1920 et située à Moscou (principalement), Monino et Noguinsk, cette académie russe (en) compte parmi les plus grandes et plus anciennes écoles d'aéronautique au monde.
Elle porte le nom de Nikolaï Joukovski.